# Grażyna (Mazovie)
Pour les articles homonymes, voir Grażyna.
Grażyna (prononciation : [ɡraˈʐɨna]) est un village polonais de la gmina de Warka dans le powiat de Grójec de la voïvodie de Mazovie dans le centre-est de la Pologne.
Il se situe à environ 5 kilomètres au nord-est de Warka (siège de la gmina), 26 kilomètres à l'est de Grójec (siège du powiat) et à 48 kilomètres au sud de Varsovie (capitale de la Pologne).
Le village possède approximativement une population de 280 habitants.

## Histoire
De 1975 à 1998, le village appartenait administrativement à la voïvodie de Radom.